# Władysław Zarachowicz
Władysław Zarachowicz (ur. 1 marca 1913 w Stopnicy, zm. 29 października 1992 w Łęczycy) – polski adwokat, działacz społeczny, autor. Mieszkaniec i miłośnik Łęczycy.  Więzień obozów koncentracyjnych.

## Życiorys
Od młodych lat mieszkał w Łęczycy. W 1932 otrzymał świadectwo dojrzałości w tamtejszym Gimnazjum im. Adama Mickiewicza. Ukończył studia prawnicze w 1936 na Uniwersytecie Jagiellońskim. W listopadzie 1942 został aresztowany przez Gestapo i osadzony  w więzieniu na Radogoszczu w Łodzi, następnie zesłany do obozu Mauthausen, a później do Gusen. Po zakończeniu wojny wrócił do Łęczycy. Pracował jako adwokat. Cały wolny czas poświęcał pracy społecznej. Przez 20 lat był Prezesem Oddziału Powiatowego Towarzystwa Wiedzy Powszechnej. Był współzałożycielem i wieloletnim prezesem, a później Honorowym Członkiem Towarzystwa Miłośników Ziemi Łęczyckiej. Z jego inicjatywy założono w 1977 Oddział Towarzystwa Naukowego Płockiego w Łęczycy, którego był przewodniczącym do 1991. Działał w ZBoWiD.
Autor książki Nas nie pożarły płomienie (1991).